# Parroquia de Saint Patrick (Granada)
Saint Patrick es una de las parroquias de Granada, que cubre el norte del país.
- Datos: Q1476309
- Multimedia: Saint Patrick Parish, Grenada / Q1476309